# Equipo Umizoomi
Equipo Umizoomi (en inglés: Team Umizoomi) es  un programa estadounidense-canadiense de televisión para niños que salió al aire en Nickelodeon. Fue creada por Soo Kim. La serie se estrenó de aires a las 11:30 a. m. ET/PT tiempo en 25 de enero de 2010 en Nickelodeon's Nick Jr. en los Estados Unidos.

## Personajes
Personajes principales
- Milli: Es una chica que lleva un vestido rosa, cabello rojo, zapatos de tacón y dos coletas a los lados de su cabeza. Tiene 6 años y es la experta en medición del equipo. Es una niña imaginativa, amante de la moda y el diseño. Su vestido mágico puede ayudarla a encontrar y hasta crear nuevos diseños. También lo usa para descubrir patrones. Sus colas de cabello se pueden convertir en las más útiles herramientas. Es la más fuerte y la líder del Equipo Umizoomi.
- Geo: Es un chico que lleva ropa y cabello azul, un cinturón de formas y unos patines. Es el hermano menor de Milli, tiene 5 años, y es el experto en formas y el principal constructor. Puede tomar simples figuras de su cinturón y crear cualquier cosa. Con un par de rectángulos, triángulos y óvalos puede construir un motor de tren, una excavadora y hasta un transportador espacial. Es el más rápido del Equipo Umizoomi.
- Bot: Es un robot de color verde. Equipado con tiempo toda clase de increíbles artefactos, Bot es el mejor amigo robot de todos. Es una maravilla mecánica que ama cantar y bailar. No importa cuál sea el desafío Bot siempre puede encontrar la información que necesita. Gracias a su Belly Screen (Panza pantalla en España y Telebarriga en Hispanoamérica) Bot lo usa para comunicarse con otros, usarlo como mapa, etc: hasta puede estirar sus extremidades. Es el más inteligente del Equipo Umizoomi.
- UmiCar (Umimóvil en Hispanoamérica y UmiCoche en España): Es un coche naranja y amarillo, él es su principal medio de transporte. Lleva al equipo a donde sea que necesiten su ayuda y puede transformarse en diferentes vehículos (como un camión de bomberos, un cohete, un coche de policía, etc). Se comunica principalmente a través de ruidos de motor que suenan como un gato ronroneando a través de un filtro electrónico, aunque en raras ocasiones puede pronunciar su nombre con una voz clara y profunda. Al principio de la 1ra temporada, aparece sin rostro (los 15 primeros episodios hasta "The Milk Out") a partir de "The Dinosaur Museum Mishap", se le asigna un rostro.

Secundarios
- DoorMouse (Ratón Guardián en Hispanoamérica y Ratón Portero en España): Es un ratón marrón, a pesar de ser un ratón, no tiene cola (probablemente la lleva metida en los pantalones). Lleva chaqueta, pantalones azules, camiseta azul claro, botas rojas, chaleco amarillo y una placa roja con la señal de stop. Esta placa tiene varios símbolos según el trabajo. Hace su primera aparición en “The Butterfly Dance Show”, es un amigo muy servicial que custodia todas las puertas de Umi-City. También protege puentes, animales y cualquier cosa que necesite protección. Aunque a veces puede confundirse un poco, suele ayudar al equipo en sus misiones y sabe que puede contar con su ayuda.
- Silly Bear: (Oso Tonto en Hispanoamérica y Oso Bobo en España): Es un oso marrón que es amigo del Equipo Umizoomi. Aparece dos veces: en los episodios "Super Soap" y "Milli Saves The Day". Como su nombre lo indica, Silly Bear es muy tonto y bobo. Puede que no sea el oso más listo del mundo, pero aún así es un buen amigo del Equipo Umizoomi. Silly Bear vive en el bosque dentro de una cueva llena de elementos que se encuentran principalmente en una casa, incluida una cocina, juguetes, suministros, etc. Le encanta hornear, hacer arte y escuchar música.
- Shark Car (Auto Tiburón en Hispanoamérica y Coche Tiburón en España): Es el mejor amigo de UmiCar. Como su nombre indica, es un coche de juguete diseñado con la apariencia de un tiburón azul/celeste en la espalda y gris en el vientre. Tiene cuatro ruedas gigantescas que le permiten desplazarse fácilmente por las dunas de arena. Tiene mandíbulas con muchos dientes afilados alineados. También tiene un compartimento para baterías que almacena toda su velocidad.

Antagonistas
- Squiddy the Squid (Calamarin en Hispanoamérica y Calamaro en España): Es el antagonista del episodio “The Legend of the Blue Mermaid” que también reapareció en la cuarta temporada. Squiddy es un calamar naranja con gafas verdes, una pajarita amarilla y dos botones amarillos. Squiddy es muy triunfante y bullicioso, aunque al mismo tiempo, también puede ser algo sensible y fácilmente irritable, sin mencionar que es un poco desorientado.
- The Shape Bandit (El Bandido de Las Formas en Hispanoamérica y El Ladrón de Figuras en España): Es el antagonista principal de “Team Umizoomi vs. the Shape Bandit” y uno de los principales antagonistas de “Umi Grand Prix!”. Es un ladrón felino que disfruta robando formas y quedándoselas cuando quiere. Shape Bandit es un gato macho gris. Su atuendo es principalmente morado y consiste en un mono, guantes, capa, máscara y zapatos. Es astuto y muy tramposo. Lleva una bolsa mágica que desata un tornado morado que roba formas. Vive en un par de pantalones gigantes como escondite. No le gusta su hogar actual, así que intenta construir una casa con el cinturón de formas de Geo que robó.
- Dump Truck (Camión de Volqueo en Hispanoamérica y Camión Volquete en España): Es un antagonista recurrente del Equipo Umizoomi. Es un gran camión volquete azul de seis ruedas. Tiene una nariz pequeña y una antena extensible en la parte superior de la cabeza. Es rival de UmiCar, pero a veces suelen ser amigos. Dump Truck era competitivo, egoísta, arrogante y un tramposo durante las carreras en las que participó. Sin embargo, Dump Truck también tiene un lado sensible, como se ve al estar triste tras perder la carrera alrededor de Umi-City y la Gran Carrera de la Forma. Esto podría significar que no le gusta perder.
- The Troublemakers (Los Problemáticos en Hispanoamérica y Los Gamberretes en España): Son la personificación de los problemas y los antagonistas principales de la 4ta temporada, además de ser los únicos antagonistas recurrentes de la serie. Los Troublemakers tienen el poder de causar problemas con un arma poderosa conocida como el Rayo Problemático. Este dispositivo se usa principalmente para causar problemas (de ahí su nombre) y casi detener al Equipo Umizoomi. Los Troublemakers tienen piel lavanda clara, orejas puntiagudas y uniformes naranjas y morados. Little Trouble es más bajo, ancho, lleva gafas moradas, guantes naranjas, su cabello naranja está peinado en un mohawk y suele hablar con un acento británico. Mientras que Big Trouble es más alto, delgado, lleva gafas de esquí moradas, guantes azules, su pelo azul está erizado y habla con una voz bobalicona. Little Trouble a veces lo llama “Old Chap”.
- Trouble Truck (Camión Problematico en Hispanoamérica y Camión Gamberro en España): El vehículo de escape de los Troublemakers guardabarros índigo sobre las llantas. También libera una gran nube de gasolina. Su concentración no es muy alta, ya que a veces choca contra ciertos objetos, como un gran charco de lodo o un bote de basura.

## Reparto
| Personaje                                               | Actor de voz                                                  |
| ------------------------------------------------------- | ------------------------------------------------------------- |
| Milli                                                   | Sophia Fox (Temporada 1) Madeleine Rose Yen (Temporada 2 - 4) |
| Geo                                                     | Ethan Kempner (Temporada 1 - 3) Juan Mirt (Temporada 4)       |
| Bot                                                     | Donovan Patton                                                |
| Ratón Guardián (Latinoamérica) / Ratón Portero (España) | Joe Narciso (Temporada 1) Chris Phillips (Temporada 2 - 4)    |

## Episodios
| Temporada | Temporada | Episodios | Comienzo              | Final                  |
| --------- | --------- | --------- | --------------------- | ---------------------- |
|           | 1         | 20        | 25 de enero de 2010   | 20 de octubre de 2010  |
|           | 2         | 20        | 18 de octubre de 2010 | 14 de octubre de 2011  |
|           | 3         | 20        | 13 de octubre de 2011 | 6 de diciembre de 2012 |
|           | 4         | 20        | 4 de febrero de 2013  | 24 de abril de 2015    |